# John Venn
John Venn (Kingston upon Hull, 4 de agosto de 1834 — Cambridge, 4 de abril de 1923) foi um matemático inglês. A partir de 1862, foi professor de ciência moral na Universidade de Cambridge, estudou e ensinou lógica e teoria das probabilidades.

## Carreira

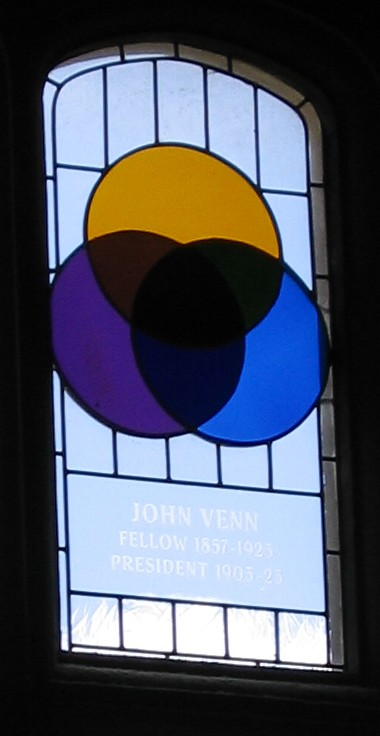
Vidraça em Cambridge ilustrando o diagrama de Venn

John Venn licenciou-se na Universidade de Cambridge em 1857; dois anos mais tarde foi ordenado padre. Em 1862 voltou para a Universidade de Cambridge como um leitor em Ciências Morais, estudando técnicas lógicas e a teoria da probabilidade.
Desenvolveu a lógica matemática de Boole, tendo estabelecido uma forma de representação gráfica das intersecções e uniões de conjuntos, através de diagramas que levam o seu nome. Por exemplo, Venn representou 3 círculos R, S, e T como objectos típicos de um conjunto U. As intersecções desses círculos e seus complementos dividem U em 8 regiões disjuntas, havendo na relação de cada um deles com os outros 256 combinações booleanas diferentes.
Publicou, em 1866, Logic of Chance que foi considerado muito original e influenciou o desenvolvimento da estatística. Em 1881, lançou Symbolic Logic e, em 1889, The Principles of Empirical Logic.

## Publicações
Venn compilou Alumni Cantabrigienses, um registro biográfico de ex-membros da Universidade de Cambridge. Seus outros trabalhos incluem:
- Venn, John (Janeiro 1876). "Consistency and Real Inference".
- Venn, John (1881). Symbolic Logic. Londres: Macmillan and Company. ISBN 978-1-4212-6044-0.
- Venn, John (1880). "On the Employment of Geometrical Diagrams for the Sensible Representation of Logical Propositions". Proceedings of the Cambridge Philosophical Society. 4: 47–59.
- Venn, John (1866). The Logic of Chance: An Essay on the Foundations and Province of the Theory of Probability, with Especial Reference to Its Application to Moral and Social Science (First ed.). Londres e Cambridge: Macmillan. Mais duas edições foram publicadas.[4][5]
- Venn, John (1901). Caius College. Londres: F. E. Robinson & Co.
- Caius, John (1904). Venn, John (ed.). The Annals of Gonville and Caius College. Impresso para a Cambridge Antiquarian Society, vendido por Deighton, Bell & Co.
- Venn, John (1904). Annals of a Clerical Family: Being Some Account of the Family and Descendants of William Venn, Vicar of Otterton, Devon, 1600–1621. Cambridge: Cambridge University Press. ISBN 978-1-108-04492-9.
- Venn, John (1870). On Some of the Characteristics of Belief. Londres e Cambridge: Macmillan and Co.